# Elena Azaola
Elena Azaola Garrido es una antropóloga, psicoanalista e investigadora mexicana. Sus investigaciones se han enfocado en niños, niñas y jóvenes en situación de calle o víctimas de violencia y explotación sexual. Asimismo, ha estudiado los sistemas penitenciarios (especialmente con jóvenes y mujeres) y políticas de seguridad. Es investigadora del Centro de Investigación y Estudios Superiores en Antropología Social, forma parte del Sistema Nacional de Investigadores y fue integrante de Consejo de la Comisión de Derechos Humanos del Distrito Federal.

## Biografía
Inició sus estudios de antropología social en la Universidad Iberoamericana, donde obtuvo la licenciatura en 1973 y la maestría en 1980. Años después ingresó al Centro de Investigaciones y Estudios Superiores en Antropología Social (CIESAS) y obtuvo el doctorado, también en antropología social, en 1988. Posteriormente se graduó como psicoanalista en el Círculo Psicoanalítico Mexicano en 1991.
Ha realizado estancias de investigación en la Universidad de Columbia y la Universidad Nacional de Australia. Asimismo, se ha desempeñado como profesora en la Universidad Libre de Berlín, Universidad de Groningen y Universidad Autónoma de Barcelona.

## Publicaciones
Es autora de muchas publicaciones. Entre las más destacadas se encuentran:
- Investigadores de papel. Poder y derechos humanos entre la Policía Judicial de la Ciudad de México, 2009
- "Mujeres prisioneras: teoría y realidad en México", 2014
- Adolescentes: Vulnerabilidad y Violencia, 2017

## Premios
Ha obtenido los siguientes reconocimientos:
- Premio del Instituto Interamericano del Niño, 2002
- Premio del Latin American Studies Association, 2004
- Medalla Omecíhuatl, 2010.[5]
- Premio Ponciano Arriaga, 2012